# 超歴史ミステリーロマン
超歴史ミステリーロマン（ちょうれきしミステリーロマン）は、テレビ東京系で2005年12月23日から2007年12月19日までの間に5回放送された歴史番組である。

## 概要
- 日本史上の謎をさまざまな資料から解明していく。
- 本番組終了後も2008年・2009年は『今夜完全決着!日本史7大ミステリー』が、2010年・2011年は『超歴史ロマン完全決着SP』と同様の趣旨の番組が年末に放送されている。

## ナビゲーター
- 高橋英樹
- 中井美穂

## スタッフ
- ナレーション：郷里大輔、来宮良子
- 監修：宮本義己
- 構成：荒川慎司、内田裕士
- 技術プロデューサー：中市友
- TD：石黒義満
- カメラ：鈴木憲弘
- VE：高垣俊宏
- 音声：河野弘幸
- 照明：徳武道博
- 技術協力：共同テレビジョン、エンドレス、クロステレビ、メディア・リース
- 美術：吉木崇
- 美術進行：亀井直子
- 小道具：新井敏郎
- 衣裳：樋口唱平
- 結髪：平野勝由
- メイク：森川英展（NoV）
- 美術協力：tac
- 編集：奈良直樹（IMAGICA）
- MA：松田直起（IMAGICA）
- タイトル：山岡伸治
- CG：パークグラフィックス
- 音効：谷内田久貴（TSP）
- TK：井﨑綾子
- 調査：杉山浩子
- 番宣：鈴木紀子（テレビ東京）
- デスク：海野和可奈（テレビ東京）
- AD：小野弘史、高見俊輔、千葉康平
- AP：小嶋佳子
- ディレクター：松村聖治、河島正三郎、砂井敏男、瀧田誠
- 演出：三重野慎一郎
- プロデューサー：永田浩一（テレビ東京）、鈴木延夫
- 製作：テレビ東京、メディア・バスターズ

## 遅れネット局
- TSK山陰中央テレビジョン放送（フジテレビ系列）
- TYSテレビ山口（TBS系列）